# Exoprosopa belutschistanica
Exoprosopa belutschistanica är en tvåvingeart som beskrevs av Lindner 1979. Exoprosopa belutschistanica ingår i släktet Exoprosopa och familjen svävflugor.
Artens utbredningsområde är Iran. Inga underarter finns listade i Catalogue of Life.